# 卢爱德
卢爱德博士（Ida Belle Lewis Main，1887年—1969年）美以美会女传教士，华南女子大学第二任校长（1926—1927年）。
卢爱德出生于1887年，父亲卢依士（(Wilson S.LEWIS，1857-）于1908年任美以美会驻华会督，1909年来华，驻福州，1920年改驻北京。1909年，22岁的卢爱德毕业于莫宁塞德学院，1910年（23岁）受美以美会差遣，前往中国传教，驻天津。1916年卢爱德回到美国，就读于纽约哥伦比亚大学教育学院，获硕士学位。1919年返回天津。1923年获哲学博士学位，调上海，任美以美会教育助理干事。
1926年1月28日，卢爱德接替程吕底亚，就任为福州华南女子大学第二任校长。1927年，卢爱德辞去华南女子大学校长职务。1928年，卢爱德因病回国治疗。
1930年病愈返华，没有回到福州，而是去上海圆明园路，负责美以美会会刊《华美教保》编辑。1932年，卢爱德嫁给1896年来华的美以美会传教士萌惠廉（W.A. Main）为继室，改称卢萌惠廉（Idabella Lewis Main）。1937年辞职，夫妇住在上海法租界辣斐德路黑石公寓，从事难民救济工作。
1941年太平洋战争爆发前，萌惠廉夫妇撤退回到美国，住在加州的密尔谷。1945年萌惠廉去世，1946年她又回到福州华南女子大学。1949年离华回国。1950年受聘至巴西里约热内卢贝内茨学院任职，1955年辞职回国。1961年住进罗宾克罗夫特退休女教士之家，1969年在那里去世，享年82岁。